# 私家路

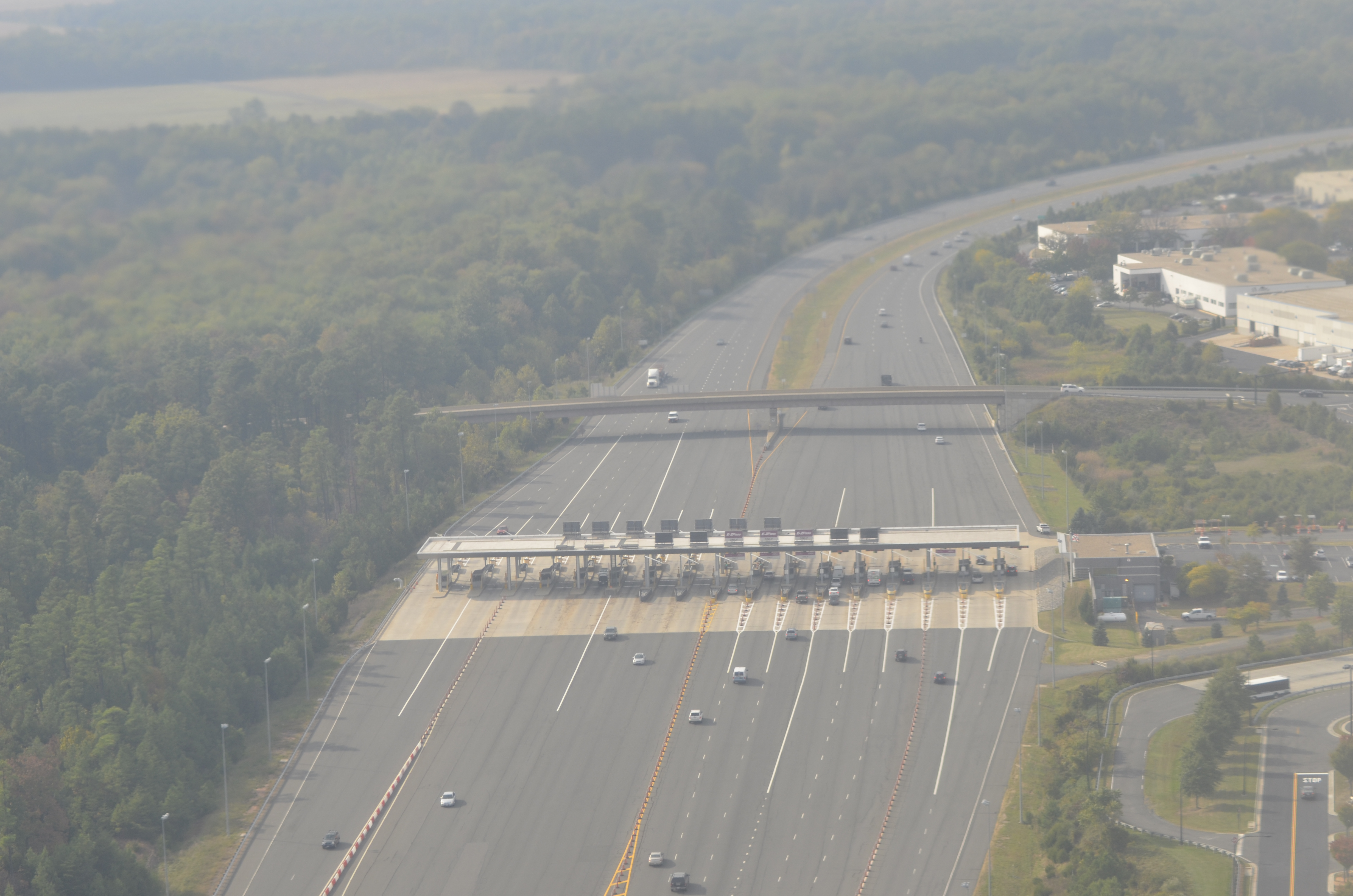
美國維珍利亞州的Dulles Greenway的收費廣場

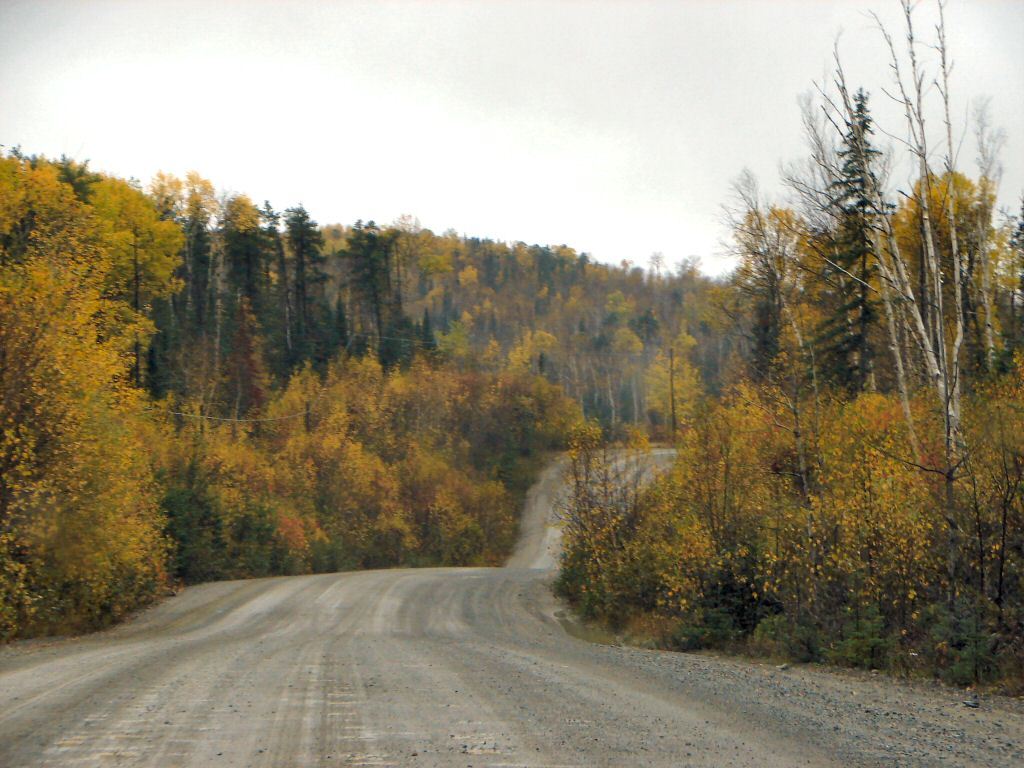
加拿大安大略省北部長達80公里的私家路蘇丹工業路

私家路（Private road），是一條行人或者行車通道、街道，由私人業權擁有。它相對於政府官方所擁有及管理的公路或街道。未獲授權進入私家路可能被視為擅自進入，部份私家路業主可能會發出一些附例，限制私家路的使用者（行人或者駕車人士）的進入權及使用權，包括泊車權及收費率。

## 例子
除通往私人物業的小路之外，私家路可以是私人擁有及營運的高速公路，如美國弗吉尼亚州的Dulles Greenway和意大利的個別私人高速公路。加拿大安大略省北部亦有長達80（50英里），是連接兩條主要的省道唯一道路的私家路。